# Aivars
Aivars ist ein relativ häufig vorkommender lettischer männlicher Vorname. Namenstag in Lettland ist der 29. Januar.

## Namensträger
- Aivars Aksenoks (* 1961), Politiker, Justizminister und Bürgermeister
- Aivars Gipslis (1937–2000), Schach-Großmeister
- Aivars Lembergs (* 1953), Politiker und Geschäftsmann